# Fortschritt ZT 300

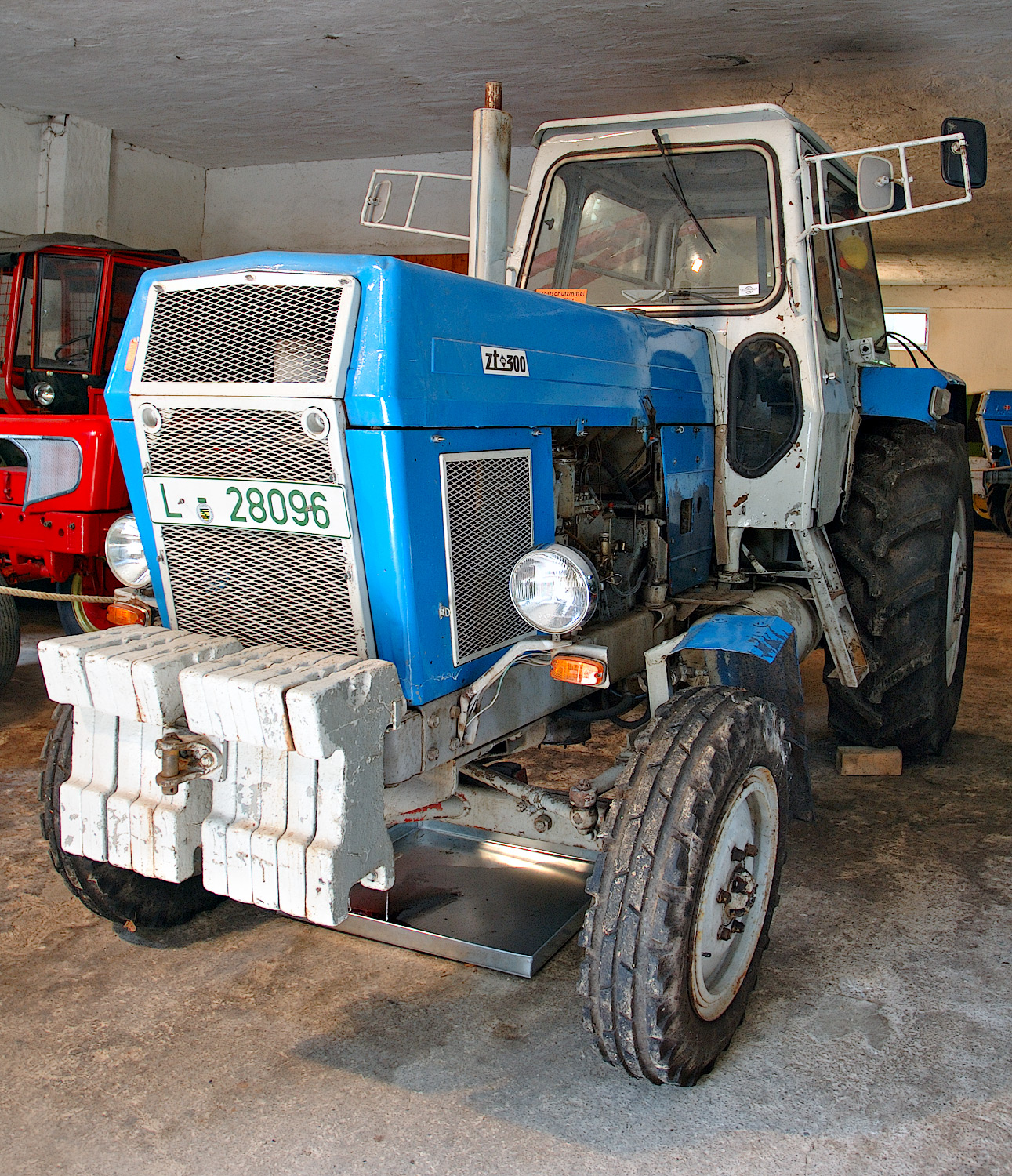
ZT-300

Fortschritt ZT 300 je německý kolový traktor, který byl zkonstruován v bývalé NDR v 60. letech 20. století. Sériová výroba stroje začala roku 1967, do 80. let bylo vyrobeno kolem 35 000 kusů. Traktor ZT je určen jako tažný a hnací prostředek pro zvlášť těžké zemědělské stroje. Může být užit i pro přepravu v lesním hospodářství. Traktory se dovážely i do Československa.

## Verze traktoru
- ZT 300 - základní typ
- ZT 300-C - základní typ (bez střešního krytí)
- ZT 300-C
- ZT 303 - traktor i s předním náhonem
- ZT 304 (vyráběný od roku 1968 až 1974)
- ZT 305 (vyráběný od roku 1968 až 1974)
- ZT 320 a 323 (vyráběný od roku 1975 až 1984)
- ZT 320-A a 323-A (vyráběný od roku 1975 až 1984)

## Technické údaje
- Délka: 4890 mm (4650 bez předních přídavných hmot)
- Šířka: 2120 mm ZT303 2170 mm.
- Výška: 2620 mm.
- Hmotnost: 4820 kg ZT303 5255 kg.
- Světlá výška: 460 mm ZT303 319 mm.
- Rozchod kol: 1550 - 2000 mm
- Rozvor: 2800 mm ZT303 2790 mm.
- Typ motoru: 4 VD-12-1 SWR, vodou chlazený naftový řadový čtyřválec
- Výkon motoru: 90 anebo 100 hp
- Spojka: suchá dvojkotoučová DK80
- Převodovka: mechanická 9+6R s dvojstupňovým řazením pod zatížením. max rychlost 30 km/h